# William Turner (pintor)
William Turner   (Black Bourton, 12 de novembre de 1789 - St John Street, 7 d'agost de 1862) va ser un pintor anglès especialitzat en paisatges en aquarel·la. Sovint se'l coneix com William Turner d'Oxford o simplement Turner d'Oxford per distingir-lo del seu contemporani, JMW Turner (conegut com a William). Molts dels quadres de Turner van representar el camp al voltant d'Oxford. Una de les seves imatges més conegudes és una vista de la ciutat d'Oxford des de Hinksey Hill.
El 1898, l'Museu Ashmolean d'Oxford va realitzar una exposició retrospectiva de la seva obra. Algunes de les seves pintures encara estan exposades permanentment al museu. El 1984, el Consell del Comtat d'Oxfordshire va presentar la seva obra en una exposició al Museu del Comtat d'Oxfordshire a Woodstock. Les seves pintures també es troben en col·leccions nacionals i internacionals, per exemple a la Tate Gallery (Londres, Regne Unit), al Metropolitan Museum of Art (Nova York, EUA) i a la Dunedin Public Art Gallery (Nova Zelanda).

## Biografia
Turner va néixer a Black Bourton, Oxfordshire. Era el gran de tres fills i tenia dues germanes petites. El seu pare va morir el 1791, i va ser criat durant aquesta primera part de la seva vida per la seva mare. El 1803 va anar a viure amb el seu oncle, també anomenat William Turner. Inicialment vivien a Burford, però el 1804 es van traslladar a la casa pairal de Shipton-on-Cherwell.

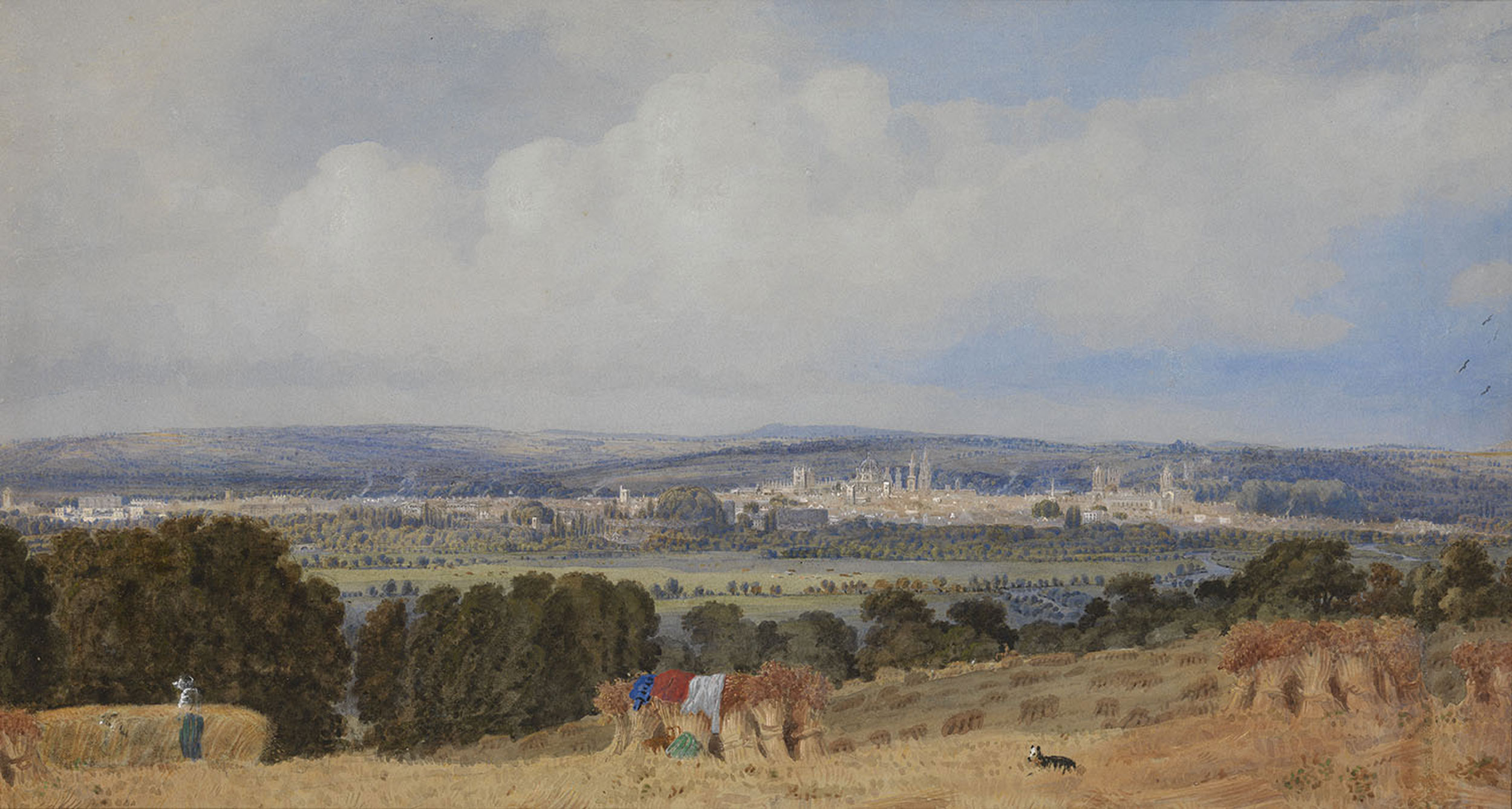
Oxford from Hinksey Hill, pintat cap al 1840 per William Turner d'Oxford. (Col·lecció privada).

A causa del seu interès pel dibuix, Turner va estudiar amb John Varley a Londres. El 1807 va fer la seva primera exposició a la Royal Academy. Va ser elegit membre de ple dret de la Watercolor Society el 1808 i durant la resta de la seva vida va participar en les seves exposicions anuals.
El 1810, Turner va tornar a Oxfordshire. Va viure a Woodstock fins al 1811. Després va viure a Oxford i als voltants. El 1824 Turner es va casar amb Elizabeth Ilott a Shipton-on-Cherwell i va viure a London Road, St Clement's. :314 A partir del 1833 va viure al carrer St. John 16 al centre d'Oxford.
El 1831, l'església parroquial de Shipton-on-Cherwell va ser enderrocada i es va construir al seu lloc una església de neogòtic georgià decorada per William Turner.
Turner va morir a casa seva a St John Street, Oxford el 1862. Una placa blava marca la casa on vivia. William i la seva dona estan enterrats al cementiri parroquial de Holy Cross a Shipton-on-Cherwell. El 1896 es va instal·lar una pantalla commemorativa del cambril a l'església, amb una placa de llautó que deia "Erigida en memòria de William Turner d'Oxford, pintor de colors aquàtics i arquitecte d'aquesta església ".